# Lehliu Gară
Lehliu Gară es una ciudad con estatus de oraș de Rumania en el distrito de Călărași.

## Geografía
Se encuentra a una altitud de 52 m s. n. m. a 65 km de la capital, Bucarest.

## Demografía
Según estimación 2012 contaba con una población de 5 947 habitantes.
| 1948 | 1956 | 1966 | 1977 | 1992  | 2002  | 2012  |
| s/d  | s/d  | s/d  | s/d  | 6 622 | 6 562 | 5 947 |